# Cantonul Gardanne
Cantonul Gardanne este un canton din arondismentul Aix-en-Provence, departamentul Bouches-du-Rhône, regiunea Provence-Alpes-Côte d'Azur, Franța.

## Comune
- Bouc-Bel-Air
- Gardanne (reședință)
- Mimet
- Simiane-Collongue